# Fantasiereise
Fantasie-, Märchen- oder Traumreisen sind imaginative Verfahren. In der Psychotherapie werden sie zum Aufspüren von innerer Kraft und Weisheit oder in der Traumatherapie zur Schaffung eines sicheren Ortes eingesetzt. Als Entspannungsverfahren wirken sie therapeutisch. Sie werden als Geschichten von einem Sprecher erzählt. Ein tiefer Ruhe- und Erholungszustand wird durch eine entspannte Körperposition (auf dem Rücken liegend mit geschlossenen Augen), die Zuwendung durch den Sprecher sowie die Hinwendung auf die meist als angenehm erlebten Bilder in der eigenen Fantasie erzielt. Durch eine herabgesetzte Muskelspannung kommt es zu einer körperlich-seelischen Entspannung. Der Zuhörer stellt sich innere Bilder zu den Texten vor, in die möglichst viele angenehme Sinneseindrücke eingebaut sind.

## Ablauf
Eine Fantasiereise besteht üblicherweise aus fünf Teilen:
- Vorbereitung; Schaffen einer angenehmen Atmosphäre (z. B. auch mit Anwendung ätherischer Öle und Hintergrundmusik oder Naturgeräuschen)
- kurze Entspannung (Ruhetönung, das Erzeugen einer leichten Trance kann von Vorteil sein)
- Hauptteil mit (fiktiver) Geschichte (ca. 15 Minuten, bis zu 30 Minuten); dabei häufige Pausen (von 10 Sekunden bis zu 2 Minuten), damit der Zuhörende Zeit hat, sich in die Bilder einzufühlen
- Rückkehr in die Realität durch tiefes Durchatmen, sich strecken und Gähnen zur Kreislaufaktivierung (optional auch ohne Rückführung mit direktem Übergang in den Schlaf)
- Gespräch oder ausdruckszentriertes Malen/Gestalten zur Auswertung

## Formen der Fantasiereise
Je nach Dichte der Anleitung und dem entstehenden inneren Raum lassen sich verschiedene Steigerungsformen der Fantasiereise unterscheiden, wobei die Grenzen in der praktischen Anwendung naturgemäß nicht strikt zu ziehen sind.

### Fantasiegeschichten
Jede gelungene Erzählung ist insofern eine Fantasiegeschichte, als sie der eigenen Vorstellung Raum gibt. Durch Sätze wie „Stelle dir das vor!“ oder „Wie mag es dir dabei ergehen?“ wird die Identifikation mit der Geschichte gefördert, dies hängt mit dem Storytelling zusammen.

### Gelenkte Fantasiereise
Hier werden die Zuhörer direkt aufgefordert, sich mit den Bildern innerlich zu verbinden und aktiv mitzugehen: „Stell dir vor, du stehst am Ufer. Du riechst die salzige Luft, das Wasser umspielt deine Füße. Gehe jetzt am Ufer entlang und …“

### Halboffene Fantasiereise
Hier wird die gelenkte Phantasiereise erweitert, um Freiräume innerhalb einer streng geführten Anleitung zu ermöglichen, z. B.: „Was würdest du jetzt gerne tun? Du hast genug Zeit dazu.“ 

### Offene Fantasiereise
Hier wird nur noch ein Gerüst vorgegeben, in dem die ersten Bilder und damit die Situation beschrieben werden. Es gibt viel Raum für innere Resonanz, die durch Grundimpulse hervorgerufen wird. Der Reisende folgt im weiteren Verlauf seinen inneren Bildern. Ein gemeinsamer Abschluss führt wieder in die Realität zurück („Schau dich nochmal um, nimm mit, was du an Erfahrungen mitnehmen magst, und komm jetzt zurück in diesen Raum und öffne langsam die Augen“).

### Therapeutische Fantasiereise
Durch die Arbeit mit inneren Bildern und Imagination kann therapeutische Wirkung entstehen. Bekannt ist das Bild der „Frühlingswiese“, der „Weg auf den Berg“, der „Gang eine Treppe hinunter“ oder in eine „Höhle“. Der Begleiter oder Therapeut unterstützt die Annäherung an innere Bilder durch offene oder lenkende Fragen oder durch Einführen neuer Bildelemente. Dabei kann der Blick gezielt auf Teilaspekte des Bildes gelenkt und dadurch ein Thema in die Aufmerksamkeit gerückt werden („In der Wand siehst du eine Tür. Du öffnest sie und erblickst eine Treppe, die nach unten führt …“). Oft werden „mächtige Gestalten“ in die Phantasie eingeführt (alter weiser Mann, weise Frau), die auf wesentliche Lebensfragen hilfreiche Antworten geben können. Der Übergang zu Katathymem Bilderleben und zur Oberstufe des Autogenen Trainings und anderen imaginativen therapeutischen Methoden ist fließend.

## Anwendungsmöglichkeiten
Fantasiereisen sind in der Psychotherapie eine wertvolle Methode, um innere Ressourcen und Lösungsstrategien für aktuelle Aufgaben und Probleme zu finden. Die Entspannungswirkung von Fantasiereisen wird in der Verhaltenstherapie genutzt. In der Ergotherapie werden Fantasiereisen therapeutisch eingesetzt, besonders in den Fachbereichen Pädiatrie und Psychiatrie, oft zusammen mit Elementen der Progressiven Muskelentspannung oder des Autogenen Trainings. Als Form von Meditation finden sie auch beim Yoga Anwendung, zum Beispiel in der Abschlussmeditation (Dhyana) zu Chakren.
Fantasiereisen werden auch in der Pädagogik eingesetzt, beispielsweise in Kindergärten, Schulen oder der Museumspädagogik oder Religionspädagogik. Dadurch können historische Ereignisse oder fremde Kulturen besonders lebendig erlebt werden.

## Anwendung
- ADS / ADHS
- Aggressionen
- Ängste und Phobien
- Konzentrationssteigerung
- Pädagogik
- psychosomatische Therapie
- Rauchentwöhnung / Raucherentwöhnung
- Rückenschmerzen
- Schlafstörungen
- Schmerzen
- Spannungskopfschmerz
- Stress
- Tinnitus
- Verspannungen
- Zwänge

## Kontraindikationen
- akute Psychosen